# Ugo XIII di Lusignano
Ugo XIII di Lusignano (25 giugno 1259 – Angoulême, 1º novembre 1303) è stato un nobile francese; fu signore di Lusignano, conte di La Marche e d'Angoulême come Ugo V dal 1270 fino alla sua morte.

## Biografia

### Infanzia
Secondo il Chronicon Savigniacense, Stephani Baluzii Miscellaneorum, Liber II, Collectio Veterum, Ugo nacque il 25 giugno 1259 e fu il figlio primogenito del signore di Lusignano, conte di La Marche e d'Angoulême, conte di Porhoët e signore di Fère-en-Tardenois, Chilly e Longjumeau, Ugo XII di Lusignano e di Giovanna di Fougères, che era figlia ed erede del signore di Fougères, Rodolfo III.

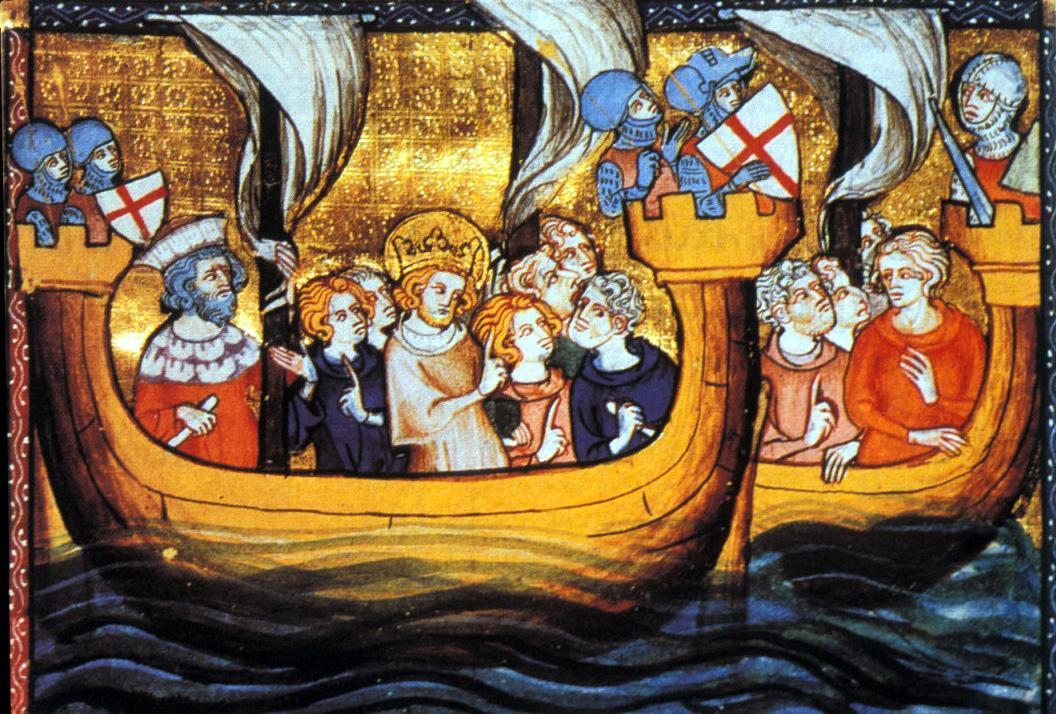
Ugo XI di Lusignano mentre parte per la settima crociata

Ugo XII di Lusignano, secondo Pierre de Guibours, detto Père Anselme de Sainte-Marie o più brevemente Père Anselme, era il figlio maschio primogenito del signore di Lusignano, conte di La Marche e d'Angoulême, Ugo XI di Lusignano e della contessa di Porhoët e signora di Fère-en-Tardenois, Chilly e Longjumeau, Iolanda di Bretagna, che, come ci conferma la Mémoires pour servir de preuves à l’histoire ecclesiastique et civile de Bretagne, Tome I, era figlia di Pietro I di Bretagna ed Alice di Thouars.

### Signore di Lusignano

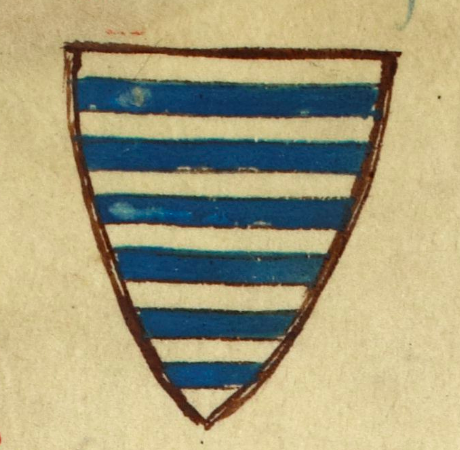
Lo stemma dei Lusignano nell'Historia anglorum

Nel luglio del 1270, suo padre, Ugo XII, si imbarcò, al seguito del re di Francia, Luigi IX il Santo, per l'ottava crociata, che si diresse su Tunisi a cui fumesso l'assedio; le forze assedianti furono colpite da un'epidemia di febbre e di dissenteria; Ugo morì poco dopo il suo re che morì il 25 agosto; secondo Père Anselme, Ugo morì nel 1282 e fu sepolto nell'abbazia di La Couronne, Charente.
Ugo gli succedette nei titoli di Lusignano, La Marche e Angoulême, come Ugo XIII, sotto la tutela della madre, Giovanna di Fougères.

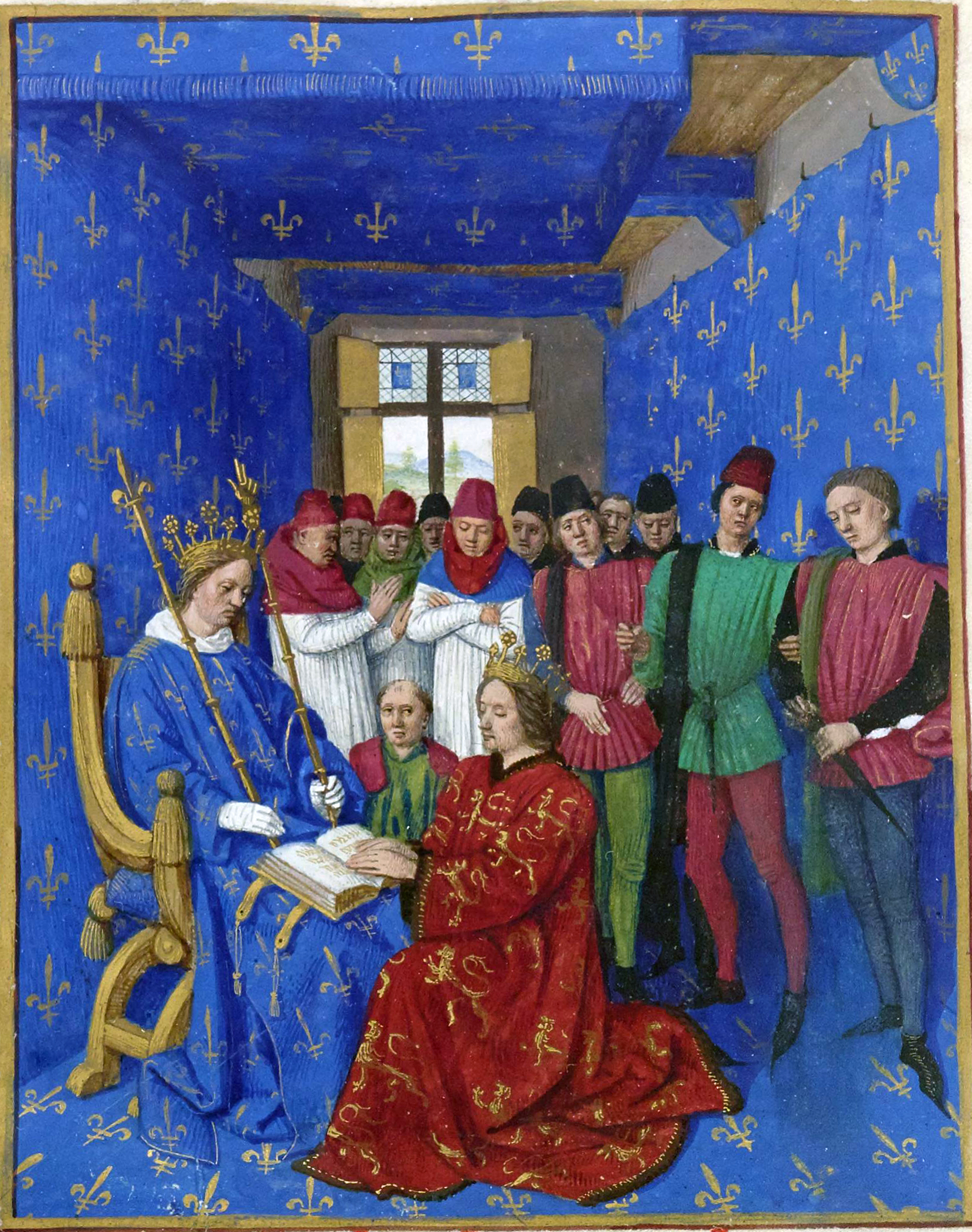
Edoardo I rende omaggio a Filippo il Bello

Nel 1291, secondo Père Anselme, Ugo fu tra coloro che promisero di appoggiare l'ordinanza del re di Francia, Filippo IV il Bello, in favore della moglie la regina, Giovanna e dei suoi figli in caso fosse rimasta vedova.

### Matrimonio

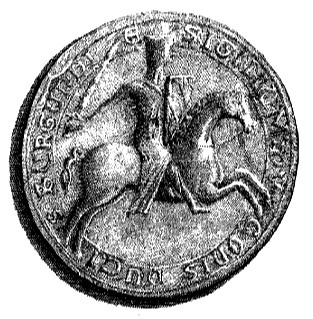
Sigillo di Ugo IV di Borgogna

Nel 1276, come ci conferma la Anonymum S Martialis Chronicon, Chroniques de Saint-Martial de Limoges, Ugo, a Parigi, aveva sposato Beatrice di Borgogna, che era figlia del Duca di Borgogna e re titolare di Tessalonica, Ugo IV di Borgogna e della sua seconda moglie, Beatrice di Champagne. 

Ugo da Beatrice non ebbe discendenza.

### Problema della successione
Nel 1283, Ugo fece un primo testamento in cui, in mancanza di discendenza, designava come suo successore il fratello, Guido, ed in caso di morte di Guido lo zio (fratello di suo padre), anche lui di nome Guido.
Nel 1297, Ugo cambiò il testamento, diseredando il fratello, non solo dai suoi titoli, ma da tutti i suoi possedimenti, in quanto si era schierato coi suoi nemici.

### Guerra nelle Fiandre
Nel 1302, ancora secondo Père Anselme, Ugo prese parte alla guerra nelle Fiandre, dove lo scontro decisivo avvenne sotto le mura di Courtrai, l'11 luglio 1302; dove i cavalieri francesi si scontrarono contro le picche dei lavoratori fiamminghi che riportarono una netta vittoria.

### Morte
Ugo morì, senza discendenza, nel 1303; la notizia viene riportata anche dal Continuatio Chronici Guillelmi de Nangiaco.
Contrariamente alla volontà di Ugo, nei titoli di Lusignano, La Marche e Angoulême, gli succedette il fratello, Guido.

## Ascendenza
|                       |                      |                      | Genitori                |  |  | Nonni |  |  | Bisnonni           |  |  | Trisnonni           |  |
|                       |                      |                      |                         |  |  |       |  |  | Ugo X di Lusignano |  |  | Ugo IX di Lusignano |  |
|                       |                      |                      |                         |  |  |       |  |  | Ugo X di Lusignano |  |  | Ugo IX di Lusignano |  |
|                       |                      | Agata di Preully     |                         |  |  |       |  |  | Ugo X di Lusignano |  |  |                     |  |
| Ugo XI di Lusignano   |                      |                      |                         |  |  |       |  |  | Ugo X di Lusignano |  |  |                     |  |
|                       |                      | Isabella d'Angoulême | Ademaro III d'Angoulême |  |  |       |  |  |                    |  |  |                     |  |
|                       |                      | Isabella d'Angoulême | Ademaro III d'Angoulême |  |  |       |  |  |                    |  |  |                     |  |
|                       |                      | Isabella d'Angoulême | Alice di Courtenay      |  |  |       |  |  |                    |  |  |                     |  |
| Ugo XII di Lusignano  |                      | Isabella d'Angoulême |                         |  |  |       |  |  |                    |  |  |                     |  |
|                       |                      | Pietro I di Bretagna | Roberto II di Dreux     |  |  |       |  |  |                    |  |  |                     |  |
|                       |                      | Pietro I di Bretagna | Roberto II di Dreux     |  |  |       |  |  |                    |  |  |                     |  |
|                       |                      | Pietro I di Bretagna | Yolanda di Coucy        |  |  |       |  |  |                    |  |  |                     |  |
| Iolanda di Bretagna   |                      | Pietro I di Bretagna |                         |  |  |       |  |  |                    |  |  |                     |  |
|                       |                      | Alice di Thouars     | Guido di Thouars        |  |  |       |  |  |                    |  |  |                     |  |
|                       |                      | Alice di Thouars     | Guido di Thouars        |  |  |       |  |  |                    |  |  |                     |  |
|                       |                      | Alice di Thouars     | Costanza di Bretagna    |  |  |       |  |  |                    |  |  |                     |  |
| Ugo XIII di Lusignano |                      | Alice di Thouars     |                         |  |  |       |  |  |                    |  |  |                     |  |
|                       | Geoffrey de Fougères | …                    |                         |  |  |       |  |  |                    |  |  |                     |  |
|                       | Geoffrey de Fougères | …                    |                         |  |  |       |  |  |                    |  |  |                     |  |
|                       | Geoffrey de Fougères | …                    |                         |  |  |       |  |  |                    |  |  |                     |  |
| Raoul III de Fougères | Geoffrey de Fougères |                      |                         |  |  |       |  |  |                    |  |  |                     |  |
|                       |                      | Mathilde de Porhoet  | …                       |  |  |       |  |  |                    |  |  |                     |  |
|                       |                      | Mathilde de Porhoet  | …                       |  |  |       |  |  |                    |  |  |                     |  |
|                       |                      | Mathilde de Porhoet  | …                       |  |  |       |  |  |                    |  |  |                     |  |
| Jeanne de Fougères    |                      | Mathilde de Porhoet  |                         |  |  |       |  |  |                    |  |  |                     |  |
|                       |                      | Amaury I de Craon    | …                       |  |  |       |  |  |                    |  |  |                     |  |
|                       |                      | Amaury I de Craon    | …                       |  |  |       |  |  |                    |  |  |                     |  |
|                       |                      | Amaury I de Craon    | …                       |  |  |       |  |  |                    |  |  |                     |  |
| Isabelle de Craon     |                      | Amaury I de Craon    |                         |  |  |       |  |  |                    |  |  |                     |  |
|                       |                      | Jeanne des Roches    | …                       |  |  |       |  |  |                    |  |  |                     |  |
|                       |                      | Jeanne des Roches    | …                       |  |  |       |  |  |                    |  |  |                     |  |
|                       |                      | Jeanne des Roches    | …                       |  |  |       |  |  |                    |  |  |                     |  |
|                       |                      | Jeanne des Roches    |                         |  |  |       |  |  |                    |  |  |                     |  |

### Fonti primarie
- (LA)  Anonymum S Martialis Chronicon, Chroniques de Saint-Martial de Limoges.
- (LA)  Mémoires pour servir de preuves à l’histoire ecclesiastique et civile de Bretagne, Tome I
- (LA)  Recueil des historiens des Gaules et de la France. Tome 20.
- (LA)  Chronicon Savigniacense, Stephani Baluzii Miscellaneorum, Liber II, Collectio Veterum.

### Letteratura storiografica
- (FR)  Histoire généalogique et chronologique de la maison royale de France, tome III.
- E. F. Jacob, Inghilterra: Enrico III, in Storia del mondo medievale, vol. VI, cap. V, 1999, pp. 198–234
- Charles Petit-Dutaillis, "Luigi IX il Santo", cap. XX, vol. V (Il trionfo del papato e lo sviluppo comunale) della Storia del mondo medievale, 1999, pp. 729–864
- Henry Pirenne, "I Paesi Bassi", cap. XII, vol. VII (L'autunno del Medioevo e la nascita del mondo moderno) della Storia del Mondo Medievale, 1999, pp. 411–444.